# Picozoa
A Picozoa (más néven Picobiliphyta, Picobiliphytes, Biliphytes) 3 μm-nél kisebb egysejtű heterotróf eukarióták törzse. Korábban eukarióta algáknak és a legkisebb fotoszintetikus pikoplanktonnak tekintették, mielőtt kiderült, hogy nem történik bennük fotoszintézis. Elsőként azonosított fajuk a Picomonas judraskeda. Valószínűleg az Archaeplastida tagja, a Rhodophyta testvércsoportja.
Korábban a Hacrobiába sorolták.

## Felfedezése
Az 1990-es évek végén a Picodiv európai projekt vizsgálta, milyen élőlények élnek a pikoplanktonban, és 2 évig mintákat vett az Atlanti-, a Csendes-, a Déli-óceánból és a Földközi-tengerből.

## Kapcsolat más élőlényekkel

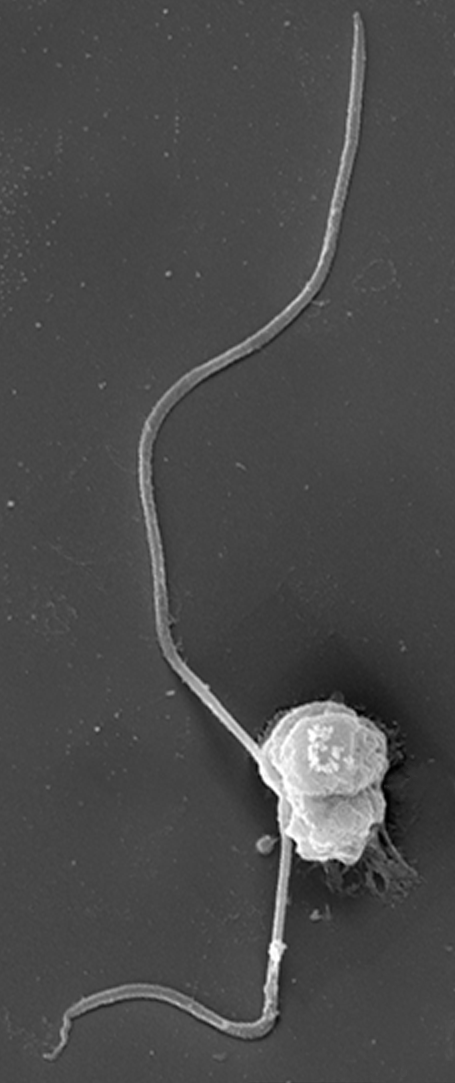
Picomonas judraskeda

A Picozoát 18S riboszomális RNS-génekkel azonosították 2007-ben. Az új élőlényeket ismert és ismeretlen génszekvenciák révén azonosították. „Az ezen algákban talált génszekvenciák nem azonosíthatók korábban ismert élőlénycsoporttal”, mondták Klaus Valentin és Linda Medlin, a tanulmány szerzői, akik a bremerhaveni Alfred Wegener Intézet molekuláris biológusai. Az algákat az Észak-Atlanti-óceánban és a Földközi-tengerben találták. Olyan új élőlénycsoportot fedeztek fel, melyek bár újak, nagy területen elterjedtek. „Ez jól jelzi, mennyi minden felfedezhető még, különösen molekuláris eszközökkel”, mondta Valentin.
Az ismeretlen génszekvenciákon kívül fikobiliproteineket is találtak a kutatók. A vörösmoszatokban például e fehérjék pigmentként vannak jelen, de ezen algákban a fikobiliproteinek úgy tűntek, hogy a fotoszintézis helyszínén, a plasztiszokban vannak. Így ez jól jelzi, hogy korábban nem azonosított algákról van szó. Kis méretük és a fikobiliproteinek jelenléte miatt a csoport neve Picobiliphyta lett.
Két 2011-es tanulmány a Biliphyta vagy Picobiliphyta fotoszintéziséről szóló hipotézist cáfolta. Egy, a Dalhousie-i Egyetem Monterey Bay Akváriumkutató Intézete és a londoni Nemzeti Természettörténeti Múzeum kutatóiból álló nemzetközi csapat 2011-es tanulmánya szerint a csendes-óceáni sejtek nem mutattak a fotoszintetikus pigmentekre utaló fluoreszcenciát: tanulmányuk szerint „…a Biliphyta valószínűleg nem obligát fotoautotróf, hanem fakultatív mixotróf vagy fagotróf csoport, ahol az átmeneti narancssárga fluoreszcencia a bekebelezett zsákmányt (például a Synechococcus cianobaktériumot) jelzi”. Egy, a Rutgers Egyetem és a Bigelow Óceánkutató Laboratórium által közölt későbbi tanulmány teljes genomos szekvenciaadatot használt 3 pikobilifiton sejtből, mely a plasztiszcélú vagy fotoszintetikus fehérjék hiányát mutatta a rekonstruált magi genomszekvenciából. Ez alapján a csoport heterotrófnak bizonyult.
2013-ban Seenivasan a Kölni Egyetemnél dolgozó Michael Melkoniannal és az Egyesült Királyság Tengerbiológiai Szövetségénél dolgozó Linda Medlinnel formálisan is heterotróf nanoostoros törzsként írta le a pikobilifitonokat Picozoa néven, és a sejtek vékony részleteit közölte. Néhány egyedi jellemző, például az emésztő organellum az egyedi filogenetikai helyzetüket, egy váratlan lépést és a heterotrófiát mutatja. Nem volt vírus vagy baktérium, így feltehetően kis szerves részecskékkel táplálkoznak.

## Fordítás
Ez a szócikk részben vagy egészben  a   Picozoa című angol Wikipédia-szócikk ezen változatának fordításán alapul.  Az eredeti cikk szerkesztőit annak laptörténete sorolja fel. Ez a jelzés csupán a megfogalmazás eredetét és a szerzői jogokat jelzi, nem szolgál a cikkben szereplő információk forrásmegjelöléseként.